# レフテリス・リラツィス
レフテリス・リラツィス（Lefteris Lyratzis (ギリシア語: Λευτέρης Λύρατζης)、2000年2月22日 - ）は、ギリシャ・カヴァラ出身のサッカー選手。エールディヴィジ・NEC所属。ポジションはディフェンダー。

## クラブ歴
PAOKテッサロニキの下部組織出身。2018年12月20日、キプロス・カップのアイッティトス・スパタFC戦にてトップチームデビューを果たした。
2019年6月28日、2019-20シーズンはヴォロスNPSにレンタル移籍することが決定した。
ヴォロスNPSからレンタルバック後はPAOKテッサロニキのトップチームでレギュラーに定着し、2021-22シーズンにはチームの年間最優秀選手に輝いた。

## 代表歴
2022年3月28日、モンテネグロ代表との親善試合にてギリシャ代表デビューを飾った。

## タイトル
PAOK
- スーパーリーグ: 2018-19
- ギリシャカップ: 2017-18, 2018-19, 2020-21